# Te cunosc de undeva! (Sezonul 4)
Sezonul 4 al emisiunii de divertisment Te cunosc de undeva! a debutat pe Antena 1 la data de 7 septembrie 2013. Emisiunea a fost prezentată de Alina Pușcaș și Cosmin Seleși.
Juriul este format din Andreea Bălan, Ozana Barabancea, Aurelian Temișan și Andrei Aradits. 
Pe data de 11 decembrie 2013, sezonul 4 a ajuns la final, câștigătorul fiind Pepe. Locul 2 a fost ocupat de Maria Buză, iar locul 3 de Jean de la Craiova.

## Distrubuția

### Celebrități
- Jean de la Craiova
- Ellie White
- Matteo
- Maria Buză
- Mike Diamondz
- Dalma Kovacs
- Pepe
- Anda Adam

### Juriul
- Andreea Bălan
- Ozana Barabancea
- Aurelian Temișan
- Andrei Aradits

### Jurizare
După ce concurenții și-au făcut transformările, fiecare din membrii juriului acordă note de la 5 la 12. După notarea concurenților se alcătuia un clasament provizoriu al juriului. La acest clasament se adăugau punctele acordate de concurenți. Și anume, fiecare dintre concurenți avea la dispoziție cinci puncte pe care să le acorde artistului preferat. După adunarea tuturor punctelor, se mai adaugă niște ultime 5 puncte date de trupa The Colours. Concurentul cu cel mai mare punctaj după cele două jurizări câștiga ediția respectivă și primea 1000 de euro, pe care urma să îi doneze. La finalul sezonului, celebritatea câștigătoare a primit 15.000 de euro.

## Interpretări
Legendă:
     Câștigător
| Star               | Ediția 1          | Ediția 2         | Ediția 3         | Ediția 4          | Ediția 5           | Ediția 6             | Ediția 7           |  |
| ------------------ | ----------------- | ---------------- | ---------------- | ----------------- | ------------------ | -------------------- | ------------------ |  |
| Jean de la Craiova | Tarkan            | Sofia Vicoveanca | Călin Goia       | Mirabela Dauer    | Matteo             | Zavaidoc             | DJ Bobo            |  |
| Ellie White        | Romica Puceanu    | Anna Lesko       | Freddie Mercury  | Rihanna           | Justin Timberlake  | Brian Johnson        | Loreen             |  |
| Matteo             | Michael Jackson   | Delia            | Shaggy           | Jovanotti         | Nicoleta Voica     | Faydee               | Alex Velea         |  |
| Maria Buză         | J.Yolo            | Patricia Kaas    | Benone Sinulescu | Gwen Stefani      | Annie Lennox       | Edith Piaf           | Roman Iagunov      |  |
| Mike Diamondz      | David Bisbal      | Josh Groban      | Beyonce          | Bob Marley        | Tina Turner        | Harry Belafonte      | Lionel Richie      |  |
| Dalma Kovacs       | Jessie J          | Connect-R        | Adele            | Maximilian        | Madonna            | Michael Buble        | Gloria Estefan     |  |
| Pepe               | Maria Dragomiroiu | Peter Andre      | Raj Kapoor       | Andra             | Fuego              | Adrian Igrișan       | Chris de Burgh     |  |
| Anda Adam          | Toni Braxton      | Dr. Alban        | Shakira          | Aneta Stan        | J.Balvin           | Lara Fabian          | Lady Gaga          |  |
|                    |                   |                  |                  |                   |                    |                      |                    |  |
| Star               | Ediția 8          | Ediția 9         | Ediția 10        | Ediția 11         | Ediția 12          | Ediția 13 SEMIFINALA | Finala             |  |
| Jean de la Craiova | Marina Voica      | Puya             | Stevie Wonder    | Dani Klein        | Chubby Checker     | Anastasia Lazariuc   | Michael Jackson    |  |
| Ellie White        | Cheryl Cole       | Axl Rose         | Selena Gomez     | Cabron            | Ke$ha              | Adam Levine          | Anda Adam          |  |
| Matteo             | Bobby McFerrin    | Joe Cocker       | Macklemore       | Randy Meisner     | Carrapicho         | Claton Coffie        | Jean de la Craiova |  |
| Maria Buză         | Debbie Harry      | Pitbull          | Andreea Bănică   | Doris Day         | Tiziano Ferro      | Thalia               | Madonna            |  |
| Mike Diamondz      | AplDe.Ap          | Diana King       | Loalwa Braz      | Bruno Mars        | Toni Salazar       | Low Deep T           | Pepe               |  |
| Dalma Kovacs       | Liviu Vasilică    | Cher             | Justin Bieber    | Amy Winehouse     | Christina Aguilera | Celine Dion          | Maria Buză         |  |
| Pepe               | Mo-Do             | Elena Cârstea    | Dave Gahan       | Silvia Dumitrescu | Călin Goia         | Gabi Luncă           | Michael Jackson    |  |
| Anda Adam          | Guess Who         | Meredith Brooks  | James Brown      | Nicki Minaj       | Nana Mouskouri     | Lenny Kravitz        | Madonna            |  |